# 143
El año 143 (CXLIII) fue un año común comenzado en lunes del calendario juliano, en vigor en aquella fecha.
En el Imperio romano el año fue nombrado el del consulado de Torcuato e Hiparco, o menos frecuentemente, como el 896 ab urbe condita, siendo su denominación como 143 a principios de la Edad Media, al establecerse el anno Domini.

## Acontecimientos

### Por lugar

#### Imperio romano
- Herodes Ático es nombrado por el emperador Antonino Pío como cónsul romano junto con Cayo Belicio Torcuato.
- Una rebelión de la tribu de los brigantes en Britania es suprimida por Quinto Lolio Úrbico.

### Por tópico

#### Medicina
- El doctor romano Antilo practica la primera arteriotomía.